# Tropa de Elite (libro)
Tropa de Elite (originale: Elite da Tropa) è un libro brasiliano scritto da due ex membri del Batalhão de Operações Policiais Especiais (BOPE), il maggiore André Batista e il capitano Rodrigo Pimentel, insieme all'antropologo Luiz Eduardo Soares, pubblicato nel 2006. Ha ispirato il film Tropa de Elite - Gli squadroni della morte, vincitore al Festival di Berlino del 2008 dell'Orso d'Oro per il miglior film.

## Sinossi
Basato su fatti realmente accaduti, questo libro riporta avvenimenti relativi al BOPE, corpo d'élite della polizia militare di Rio de Janeiro. Il libro descrive gli agenti del BOPE come una truppa incorruttibile ed estremamente violenta. Viene inoltre riportato il piano per assassinare Leonel Brizola, l'allora governatore di Rio de Janeiro.